# Salmon River (Gander River)
Der Salmon River (engl. für „Lachsfluss“) ist ein linker Nebenfluss des Gander River auf der zur kanadischen Provinz Neufundland und Labrador gehörenden Insel Neufundland.

## Flusslauf
Der Salmon River hat seinen Ursprung in einem namenlosen See 13 km westlich von Glenwood. Er fließt 6 km nach Osten und wendet sich anschließend nach Nordosten. Der Trans-Canada Highway (Route 1) kreuzt den Flusslauf. Der Salmon River durchfließt den See Salmon Pond und fließt auf seinen letzten 3 Kilometern nach Osten, nördlich an Glenwood vorbei, und mündet in den Gander River, knapp 2 km unterhalb dessen Ausfluss aus dem Gander Lake. 

## Hydrologie
Am Pegel an der Brücke des Trans-Canada Highways, 6 km oberhalb der Mündung, beträgt der mittlere Abfluss 2,5 m³/s. In den Monaten April und Mai führt der Fluss die größte Wassermenge mit im Mittel 6,94 bzw. 4,04 m³/s.